# Chiesa di San Giuseppe al Corso
La chiesa di San Giuseppe al Corso è un edificio sacro di Reggio Calabria che si trova sul corso Garibaldi (tra  via Palamolla e  via II Settembre), in pieno centro storico.

## Storia
La chiesa , progettata dall'architetto Rosario Pedace, fu costruita per la prima volta nel 1598 in un sito diverso dall'attuale. Fu per due volte distrutta dai catastrofici terremoti del 1783 e del 1908.

## Descrizione
La chiesa si presenta in uno stile gotico moderato. Il prospetto principale è dominato da un grande portale sormontato da un rosone. Ai bordi del portale sono presenti due edicole.
All'interno dell'edificio di culto si possono ammirare una tela di San Filippo Neri ed un quadro raffigurante la Madonna di Portosalvo del 1838, ad opera di Brunetto Aloi, che si trovava originariamente custodito nella chiesa dedicata alla Madonna di Porto Salvo posta nell'antico lungomare che dopo il terremoto del 1908 non venne più ricostruita.